# Johann Petreius
Pour les articles homonymes, voir Petreius.
Johann Petreius (1497-18 mars 1550) est un imprimeur allemand qui a exercé à Nuremberg. Spécialisé dans l'impression d'ouvrages mathématiques et astronomiques, il reste dans les mémoires comme l'éditeur du De Revolutionibus Orbium Coelestium de Nicolas Copernic et de son plaidoyer au pape Paul III, à l'initiative de Georg Joachim Rheticus et Tiedemann Giese.
Son activité d'imprimeur était très diversifiée: outre les classiques grecs ou romains, il publiait des ouvrages théologiques, politiques, scientifiques et des traités officiels.
À cela s'ajoutait l'impression de nombreuses partitions musicales : Chansons, madrigaux, psaumes, motets, cantiques, magnificats, antiennes, odes, musique instrumentales provenant de musiciens allemands, français et hollandais : Ockeghem, Obrecht, Josquin, Brumel, Janequin, Liégeois, Gombert, Sermisy et Willaert.
Il est également éditeur de compilations alchimiques dont le De Alchemia en 1541 qui préfigure le Theatrum Chemicum, et du  premier recueil pseudo-lullien Raimundi Lullii Majoricani De Alchimia Opuscula en 1546.

## Œuvres

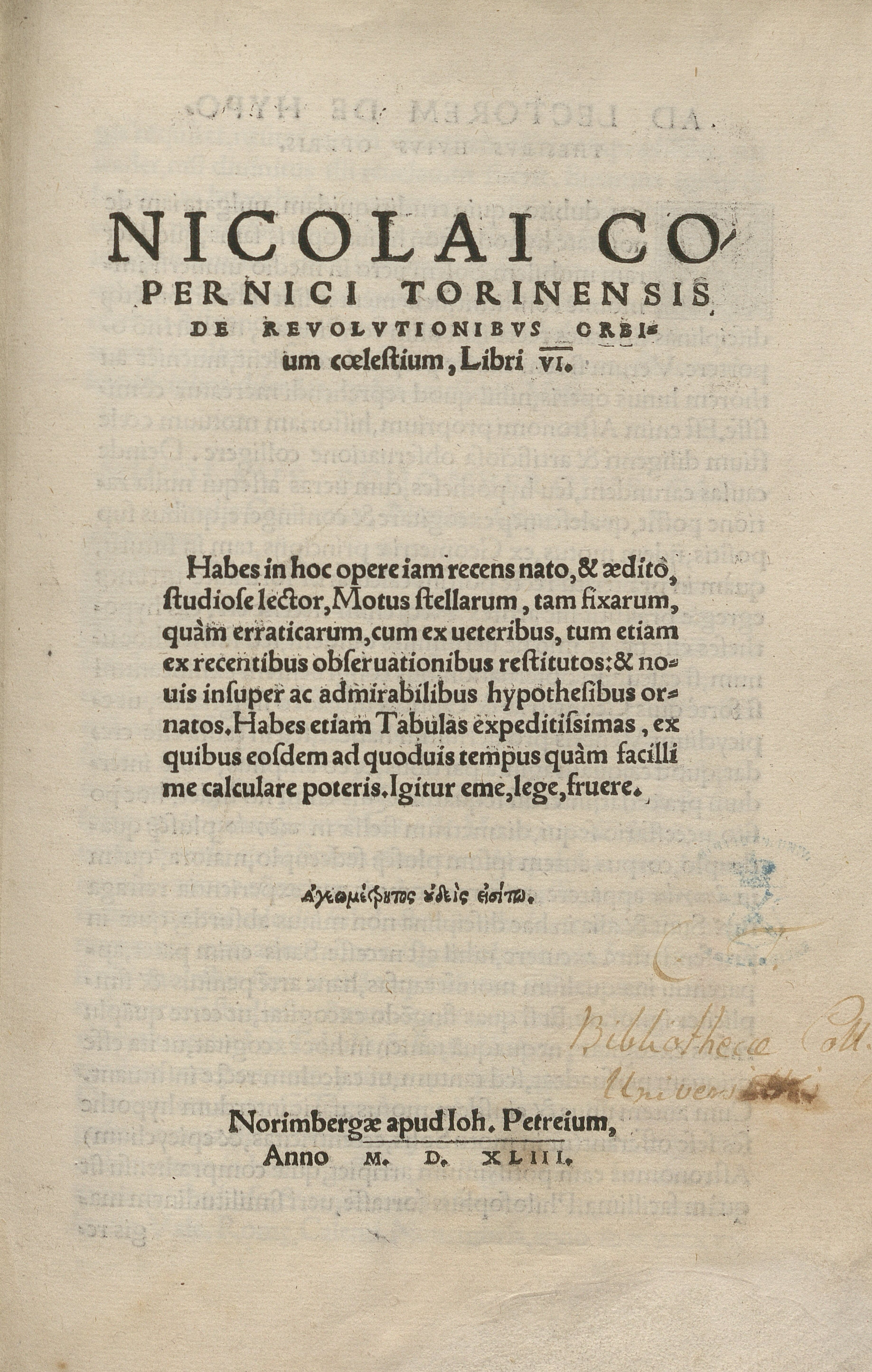
édition originale du De revolutionibus orbium coelestium de Nicolas Copernic 1543

- De alchemia (Nuremberg, 1541) - Cette compilation de textes alchimiques comprend :
  - Geber De investigatione perfectionis metallorum
  - Geber Summæ perfectionis metallorum, sive perfecti magisterij
  - Geber De inventione veritatis seu perfectionis metallorum
  - Geber De fornacibus construendis
  - Roger Bacon Speculum alchemi
  - Richardi Anglici Correctorium alchemiæ
  - Rosarius minor, de alchemia, incerti authoris
  - Liber secretorum alchemiæ Calidis filij Iazichi Iudæi
  - Hermès Trismégiste Tabula smaragdina de alchemia (première version imprimée de la Table d'émeraude)
  - Hortulani philosophi, super Tabulam smaragdinam Hermetis commentarius (commentaire l'Hortulain sur la Table d'émeraude)

- De revolutionibus orbium coelestium de Nicolas Copernic 1543
- Michael Stifel, Arithmetica Integra. Johann Petreius, Nürnberg, 1544
- Nicolaus Copernicus, De Revolutionibus Orbium Coelestium, Libri VI"[1], Nuremberg, Johann Petreius, 1543
- Girolamo Cardano, Artis Magnae sive de Regulis Algebraicis Liber I, Nuremberg, Johann Petreius, 1545
- Girolamo Cardano, De subtilitate rerum. Libri XXI. Nuremberg, Johann Petreius, 1550